# Грешнов, Михаил Николаевич
Михаил Николаевич Грешнов (5 июня 1916 — 7 апреля 1991) — советский писатель-фантаст.

## Биография
Родился в слободе Дячкино области Войска Донского (ныне Ростовская область). Учился в ФЗУ в Каменске на Донце, затем работал слесарем в паровозном депо, учился на рабфаке Ростовского университета. В 1938 году поступил в Ленинградский университет. В 1940—1947 годах по путевке Наркомпроса работал в Прибайкалье, в Тункинской долине (Бурятская АССР). Окончил заочно Краснодарский педагогический институт (1958). Работал сельским учителем, директором сельской школы.